# DJI Mavic Pro

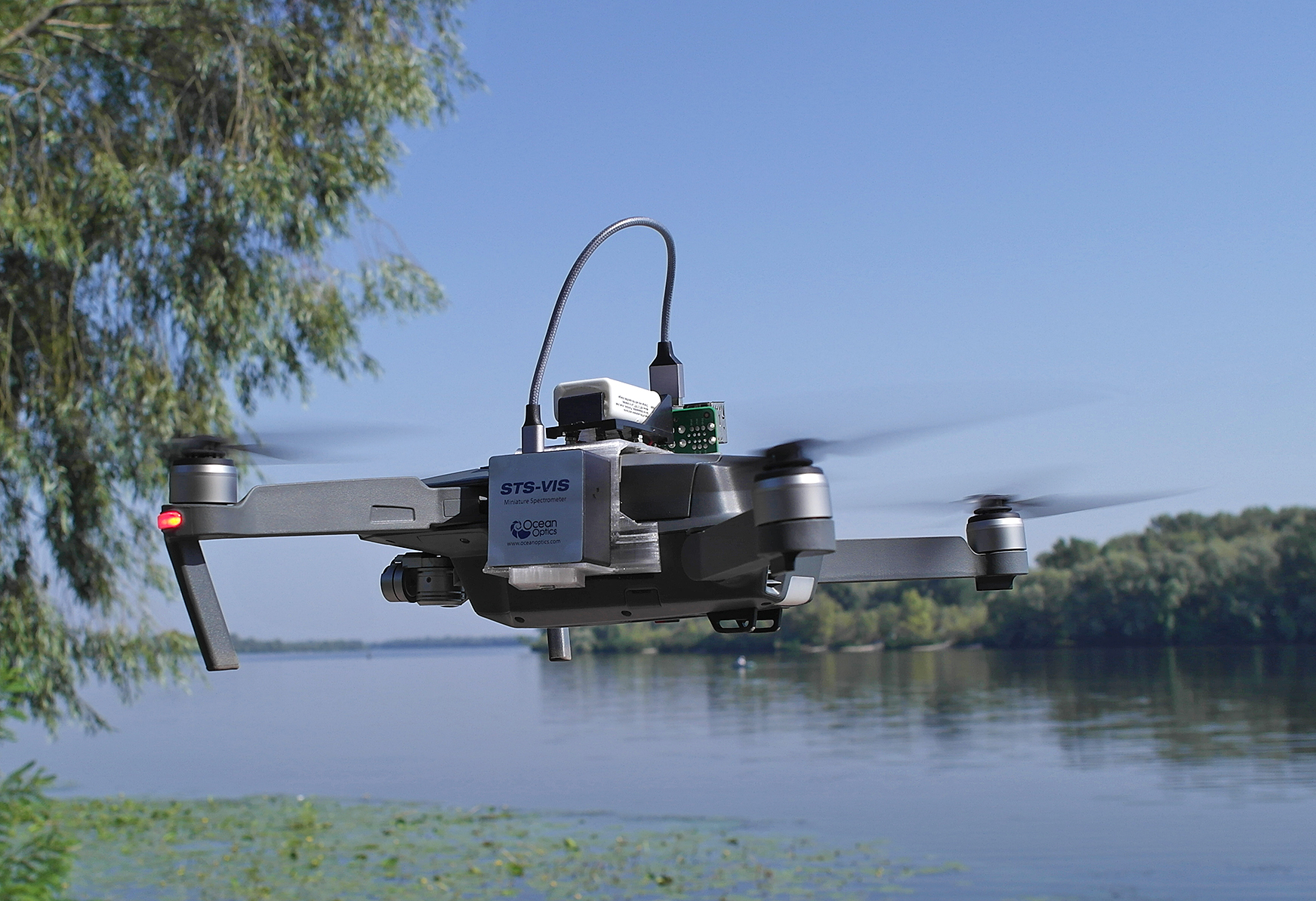
DJI Mavic Pro, на якому додатково встановлено спектрофотометр Ocean Insight STS-VIS для оцінювання забруднення довкілля нафтопродуктами та важкими металами.

DJI Mavic Pro (кит. трад. 御) — любительський квадрокоптер китайської компанії DJI серрії Mavic, представлений 27 вересня 2016 року. Його відмінною особливістю є невеликий розмір в складеному стані, що дозволяє переносити Mavic у фотосумці. Є найкомпактнішим квадрокоптером DJI на 2016 рік, пілотованим за допомогою програми для iPhone/iPod/iPad або Android-пристроїв і здатною знімати відео на вбудовану камеру в 4К.

## Особливості
Особливістю Mavic Pro є його відносно компактні розміри, які дозволяють переносити квадрокоптер в складеному стані в сумці розмірами 83 мм x 83 мм x 198 мм. Для зменшення габаритів має стійки, що складаються. Для більшої зручності використання і підвищення безпеки в корпус квадрокоптера вбудовано комплекс датчиків, які відстежують місце розташування, дистанцію до інших об'єктів, рівень заряду акумулятора.
| Модель                  | Mavic Pro                                 |
| ----------------------- | ----------------------------------------- |
| Діаметр (см)            | 33,5                                      |
| Макс. швидкість (м/с)   | 18                                        |
| Маса (г)                | 734/743 (без/з захисним склом для камери) |
| Тривалість польоту (хв) | 21/27 (норм. / ідеальні умови)            |
| Роб. температури (°C)   | 0 до 40 С                                 |
| Макс. дистанція (км)    | 13                                        |

### Камера
DJI Mavic оснащений такою ж камерою, як і DJI 4 Phantom. Вона має роздільну здатність 12 Мп, здатна знімати відео роздільною здатністю 4К з частотою 30 кадрів в секунду. Можлива також запис Full HD з частотою 96 кадрів в секунду. Об'єктив має кут огляду 78 градусів, тоді як у DJI Phantom 4 кут огляду становить 94 градуси.

### Швидкість і дистанція
В режимі «Спорт» максимальна швидкість складає 65 км/год. Максимальна вертикальна швидкість — 5 м/с. Швидкість спуску — 3 м/с.
Система передачі сигналу дозволяє передавати зображення з камери в роздільній здатності Full HD на відстань до 7 км.

### Управління жестами
DJI Mavic Pro став першим квадрокоптером DJI, яким можна управляти за допомогою жестів. Якщо розташувати руки спеціальним чином, то через кілька секунд буде зроблена фотографія. Таким чином дрон можна використовувати для селфі.

### Пульт управління
Пульт управління також має компактні розміри. На вбудованому екрані відображається основна інформація, це дозволяє здійснювати польоти навіть без підключення смартфона. Завдяки вбудованим кріпленням пульт можна використовувати спільно зі смартфонами або планшетами, на них виводиться розширена інформація, зображення з камери дрона.
Якщо на DJI Mavic включити режим керування з підтримкою Wi-Fi, тоді польотом можна управляти лише смартфоном, не використовуючи пульт управління. При цьому залишається підтримка всіх функцій за винятком дистанції польоту, приблизно обмеженої радіусом у 100 метрів.